# Childe
Au Moyen Âge, en Grande-Bretagne, un childe ou child (du vieil anglais Cild, signifiant Young Lord c'est-à-dire Jeune Seigneur) était le fils d'un noble qui n'avait pas encore été adoubé chevalier ou n'avait pas encore « gagné ses éperons ». Dans la hiérarchie de la chevalerie, le terme de Childe était utilisé comme le premier titre (par exemple Child Horn dans King Horn), de la progression vers les postes d'écuyer (Squire) puis de chevalier. Le terme est devenu obsolète en anglais standard mais est  parfois utilisé en poésie, comme dans le poème de Robert Browning Childe Roland to the Dark Tower Came ou Childe Harold's Pilgrimage de Byron.

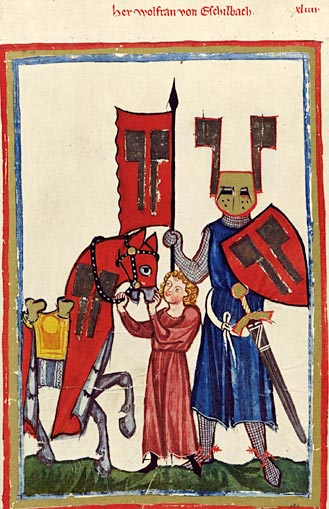
Dans la tradition britannique de la chevalerie, le jeune garçon représenté près de la monture de son maître pourrait avoir porté le titre de Childe.

Cependant, le mot est toujours utilisé en doric, un dialecte local du nord-est de l'Écosse connu sous le nom de Doric a Childe  Ici, il peut être directement traduit par « fellow » (compagnon) ou « man » (homme) en anglais standard. Par exemple, un working childe signifierait un homme qui travaille, tandis qu'un dour childe indiquerait un individu taciturne.

## Childedans la culture
Le terme est utilisé pour indiquer la prochaine étape attendue de l'évolution humaine dans les romans du cycle de Childe de Gordon R. Dickson.
Dans La Tour sombre de Stephen King, le personnage de Roland de Gilead définit Childe comme « ... un terme qui décrit un chevalier - ou un pistolero - sur le chemin d'une quête. Un terme formel et ancien. Nous ne l'avons jamais utilisé entre nous ; ... car cela signifie saint, choisi par ka. Nous n'avons jamais aimé utiliser ce genre de terme pour nous-mêmes, et en ce qui me concerne je ne l'ai pas fait depuis de nombreuses années ». (« ... a term that describes a knight – or a gunslinger – on a quest. A formal term, and ancient. We never used it among ourselves ... for it means holy, chosen by ka. We never liked to think of ourselves in such terms, and I haven't thought of myself so in many years ( (p. 859, The Dark Tower VII: The Dark Tower, Pocket Books, 2006 ed.) »).
Le terme existe également, mais avec un sens différent, dans le système de jeu de rôle Vampire: The Masquerade et dans divers spin-offs. Il désigne la progéniture d'un vampire, tandis que le vampire créateur est appelé Sire.
Dans le jeu de rôle fantastique Genshin Impact, le personnage de Tartaglia dit "le Jeune Sire" est surnommé "Childe" en anglais.